# Filopat et Patafil
Filopat et Patafil (Filopat und Patafil) est une série d'animation allemande pour la jeunesse créée par Günter Rätz (de) entre 1962 et 1968. 
Filmés image par image, Filopat et Patafil sont les personnages principaux de la série, deux marionnettes muettes en fil de fer et en liège, évoluant dans un décor minimaliste d'objets de récupération.
En France, 39 épisodes ont été diffusés par l'ORTF à partir de 1968.

## Synopsis
Filopat, le plus grand, est arrogant et aime la musique, la peinture, le jardinage et autres activités. Patafil, le plus petit, se révèle plus intelligent et aime perturber les activités de Filopat.

## Autour de la série
Filopat et Cie est un spectacle musical pour enfants créé en 1979 autour de quatre épisodes de la série et d'autres courts-métrages d'animation moins connus du réalisateur, que David Sire et Pierre Caillot accompagnent avec un piano, une guitare, des percussions, des onomatopées, et une trompette de poche.